# Audrey Demoustier
Audrey Demoustier (Chimay, 17 maart 1985) is een Belgische voetbalcoach en voormalig voetbalster en international. Momenteel is ze coach van Fémina White Star Woluwe in de Super League. 

## Biografie
Demoustier speelde vanaf 2000 vijf seizoenen voor het Waalse FC Fémina Braine. Hierna speelde ze van 2006 tot 2008 bij Fémina White Star Woluwe in eerste klasse, wat op dat moment de hoogste afdeling binnen België was. In 2008 ging ze naar reeksgenoot Standard Luik. Hier maakte ze de promotie van eerste klasse mee naar BeNe League wat vanaf dan de hoogste afdeling werd. Toen in seizoen 2014-15 BeNe League werd afgeschaft werd in België de Super League opgericht ter vervanging. Hier speelde ze haar laatste jaar bij Standard en werd samen met de club ook landskampioen.
Vanaf seizoen 2016-17 speelt Demoustier terug voor White Star Woluwe die uitkomt in eerste klasse.

### Champions League
Samen met Standard Luik speelde ze in totaal 13 keer in de Champions League. Van de 6 keer haalde ze 1 keer niet het hoofdtornooi maar werden in de kwalificatie uitgeschakeld. Ze verloren hun eerste wedstrijd met 1-3 tegen Minsk maar konden overtuigend winnen met 11-0 tegen Dragon. In de laatste wedstrijd tegen Osijek kwamen ze niet verder dan een 1-1 gelijkspel en konden zo dus niet doorstoten tot het hoofdtornooi.

### BeNe League
Toen de BeNe Leauge het licht zag was Standard Luik als Belgisch Landskampioen er van het eerste seizoen bij en maakte daar ook de 3 seizoenen deel van uit. Demoustier werd met standard 2 keer beste Belgische club en won de BeNe League 1 keer. Ze speelde er voor Standard 57 keer, goed voor in totaal 3946 speelminuten en wist in totaal 11 keer te scoren. 

### Super League
In haar laatste seizoen bij Standard Luik speelde ze op Super League niveau. Ze speelde daar voor Standaard 12 wedstrijden, wat in totaal goed was voor 861 speelminuten en maakte 3 goals.

## Palmares
- Belgisch Kampioen (7):
  - 2008-2009
  - 2010-2011
  - 2011-2012
  - 2012-2013
  - 2013-2014
  - 2014-2015
  - 2015-2016
- BeNe League Kampioen:
  - 2014-2015
- Winnaar Beker van België (2):
  - 2011-2012
  - 2013-2014
- Finalist Beker van België:
  - 2008-2009
- Winnaar Belgische Super Cup (3):
  - 2008-2009
  - 2010-2011
  - 2011-2012
- Winnaar BeNe Super Cup (2):
  - 2010-2011
  - 2011-2012

## Statistieken

### Club
| Champions League | Champions League | Champions League | Champions League | Champions League |
| Year             | Club             | Apps             | Goals            | Minutes          |
| ---------------- | ---------------- | ---------------- | ---------------- | ---------------- |
| 2009-10          | Standard Luik    | 2                | 0                | 159              |
| 2011-12          | Standard Luik    | 2                | 1                | 180              |
| 2012-13          | Standard Luik    | 2                | 0                | 180              |
| 2013-14          | Standard Luik    | 2                | 0                | 174              |
| 2014-15          | Standard Luik    | 2                | 0                | 107              |
| 2015-16          | Standard Luik    | 3                | 0                | 180              |
| Total            | Total            | 13               | 1                | 980              |

| BeNe League | BeNe League   | BeNe League | BeNe League | BeNe League |
| Year        | Club          | Apps        | Goals       | Minutes     |
| ----------- | ------------- | ----------- | ----------- | ----------- |
| 2012-13     | Standard Luik | 24          | 4           | 1857        |
| 2013-14     | Standard Luik | 25          | 5           | 1973        |
| 2014-15     | Standard Luik | 8           | 2           | 116         |
| Total       | Total         | 57          | 11          | 3946        |

| Super League | Super League  | Super League | Super League | Super League |
| Year         | Club          | Apps         | Goals        | Minutes      |
| ------------ | ------------- | ------------ | ------------ | ------------ |
| 2015-16      | Standard Luik | 12           | 3            | 861          |
| Total        | Total         | 12           | 3            | 861          |

### Internationaal

#### Jeugd
| Red Flames U17 | Red Flames U17 | Red Flames U17 | Red Flames U17 |
| Year           | Apps           | Goals          | Minutes        |
| -------------- | -------------- | -------------- | -------------- |
| 2001           | 1              | 0              | 80             |
| 2002           | 1              | 0              | 52             |
| Total          | 1              | 0              | 132            |

| Red Flames U19 | Red Flames U19 | Red Flames U19 | Red Flames U19 |
| Year           | Apps           | Goals          | Minutes        |
| -------------- | -------------- | -------------- | -------------- |
| 2002           | 3              | 0              | 34             |
| 2003           | 7              | 2              | 498            |
| 2004           | 5              | 0              | 406            |
| Total          | 6              | 2              | 938            |

#### Seniors
| Red Flames | Red Flames | Red Flames | Red Flames |
| Year       | Apps       | Goals      | Minutes    |
| ---------- | ---------- | ---------- | ---------- |
| 2007       | 2          | 0          | 152        |
| 2008       | 3          | 0          | 126        |
| 2009       | 2          | 0          | 90         |
| 2010       | 2          | 0          | 106        |
| 2011       | 10         | 2          | 826        |
| 2012       | 8          | 1          | 631        |
| 2013       | 7          | 0          | 392        |
| 2014       | 4          | 0          | 248        |
| 2015       | 2          | 1          | 28         |
| Total      | 40         | 4          | 2689       |